# Sychaeus
Sychaeus war in der Gründungslegende von Karthago der Gatte der Dido und Hohepriester der phönizischen Stadt Tyros (lateinisch Tyrus). Der Legende nach wurde er von Didos Bruder Pygmalion, König von Tyros, ermordet, worauf Dido nach Karthago floh.